# Zoltán Hetényi
Zoltán Hetényi (ur. 18 lutego 1988 w Budapeszcie) – węgierski hokeista, reprezentant Węgier.
Jego brat Péter Hetényi (ur. 1991) także został hokeistą.

## Kariera klubowa
- Alba Volán Székesfehérvár (2004-2011)
- Jokerit (2011-2012)
  -  Kiekko-Vantaa (2011-2012)
- Cincinnati Cyclones (2012-2013)
- Orlando Solar Bears (2013)
- Tappara (2013)
  -  LeKi (2013)
- Alba Volán Székesfehérvár (2013-2017)
- Knoxville Ice Bears (2017-2018)
- Debreceni EAC (2018-)

Wieloletni zawodnik Alba Volán Székesfehérvár. Od 2011 po raz pierwszy występował w fińskich rozgrywkach SM-liiga w sezonie 2011/2012 w barwach Jokerit. Od 2012 roku występował w USA. Najpierw w Cincinnati Cyclones w lidze ECHL. W styczniu 2013 roku prawa do niego nabył Milwaukee Admirals, a następnie w lutym 2013 roku Peoria Rivermen, po czym został przekazany do Orlando Solar Bears. W marcu 2013 roku został dyscyplinarnie zwolniony z klubu po tym jak został aresztowany w Duluth wskutek wybryków w restauracji. Został oskarżony o naruszenie nietykalności cielesnej kelnerki na tle seksualnym napaści i zakłócenie porządku. W maju 2013 powrócił do Finlandii i został zawodnikiem Tappara wiążąc się dwuletnim kontraktem. W październiku 2013 klub wypożyczył go do zespołu LeKi w lidze Mestis. Pod koniec listopada 2013 klub Tappara rozwiązał z nim umowę. Następnie został ponownie zawodnikiem Alby Volán Székesfehérvár. W maju 2014 przedłużył kontakt z klubem o rok. Od końca sierpnia 2017 zawodnik Knoxville Ice Bears. W lipcu 2018 przeszedł do Debreceni EAC.

## Kariera reprezentacyjna
W reprezentacjach juniorskich Węgier uczestniczył w turniejach mistrzostw świata juniorów do lat 18 edycji 2004, 2006, mistrzostw świata juniorów do lat 20 w 2005, 2006, 2008. W składzie reprezentacji seniorskiej uczestniczył w turniejach mistrzostw świata edycji 2008 (Dywizja I), 2009 (Elita), 2010 (Dywizja I), 2011 (Dywizja I), 2014 (Dywizja I), 2016 (Elita), 2022 (Dywizja I).

## Sukcesy
Reprezentacyjne
- Awans do Dywizji I mistrzostw świata juniorów do lat 20: 2005
- Awans do Elity mistrzostw świata: 2008, 2022

Klubowe
- Złoty medal mistrzostw Węgier: 2005, 2007, 2009, 2010, 2011 z Albą Volán
- Złoty medal Interligi: 2007 z Albą Volán
- Brązowy medal mistrzostw Finlandii: 2012
- Srebrny medal mistrzostw Węgier: 2021, 2022 z Debreceni EAC

Indywidualne
- Najlepszy debiutant w lidze węgierskiej: 2004
- Najlepszy zawodnik juniorski w lidze węgierskiej: 2005, 2006
- Najlepszy bramkarz w fazie play-off ligi węgierskiej: 2008
- Mistrzostwa Świata w Hokeju na Lodzie 2010/I Dywizja:[10]
  - Pierwsze miejsce w klasyfikacji skuteczności interwencji: 95,42%
  - Pierwsze miejsce w klasyfikacji średniej goli straconych na mecz: 1,29
- EBEL (2013/2014):
  - Pierwsze miejsce w klasyfikacji skuteczności interwencji: 92,8%
- Mistrzostwa Świata w Hokeju na Lodzie 2014/I Dywizja Grupa A:
  - Najlepszy zawodnik reprezentacji na turnieju[11]
- Erste Liga (2019/2020): najlepszy bramkarz sezonu[12]